# Francisco da Costa Gomes
Ne doit pas être confondu avec Francisco Gomes da Costa.
Pour les articles homonymes, voir Gomes et Da Costa.
Francisco da Costa Gomes [fɾɐ̃ˈsiʃku dɐ ˈkɔʃtɐ ˈɡomɨʃ ], né le 30 juin 1914 à Chaves et mort le 31 juillet 2001 à Lisbonne, est un militaire et homme d'État portugais, quinzième président de la République portugaise.

## Biographie
Durant la période de dictature que connaît le Portugal jusqu'en 1974, il est impliqué dans la tentative de coup d'État menée en 1961 par le ministre de la Défense nationale, le général Botelho Moniz. En 1970, il devient le commandant de la région militaire de l'Angola, alors encore colonie portugaise. Il tente de négocier un accord militaire avec des séparatistes angolais moins hostiles que le Mouvement populaire de libération de l'Angola ou le Front national de libération de l'Angola. Le 12 septembre 1972 il est rappelé au Portugal pour occuper le poste de chef des Forces armées. Il est remplacé en mars 1974, pour avoir refusé de jurer fidélité au Premier ministre Marcelo Caetano dans une cérémonie publique.
Après la révolution des Œillets en avril 1974, il devient l'un des sept leaders militaires de la Junte de salut national. Il est le deuxième dans la hiérarchie de l'État portugais, derrière le président António Spínola.
Après la démission de ce dernier, Francisco da Costa Gomes est nommé président de la République le 30 septembre 1974. Il assume sa charge jusqu'au 14 juillet 1976, date à laquelle il transmet le pouvoir au général António Ramalho Eanes, élu démocratiquement le 27 juin précédent.

## Distinctions
- Grand-croix de la Légion d'honneur